# Эндиреевские медресе
Эндиреевские медресе (также Медресе Тафтазани) – учебные заведения, действующие в кумыкском ауле Эндирей. Одни из крупнейших и известнейших медресе не только на Северном Кавказе, но и далеко за его пределами. В учебных заведениях преподавали богословие и светские науки (в мактабах). Выпускниками данного медресе были кумыкский историк Мухаммад Аваби Акташи, кабардинский просветитель Шора Ногмов, путешественник и поэт Тажеддин Ялчыгулов и многие другие.

## История
Имеются поздние сведения о преподавании или обучении в Эндирее крупных средневековых ученых – богослова Саидаддина Тафтазани, математика Али Кошчи и других Татарские авторы называют медресе Эндирея «медресе Тафтазани».
Эвлия Челеби писал о том, что в Эндирее действуют 7 начальных школ и 3 медресе :

двадцать семь мечетей. Из них семь - соборные ... все мечети находятся в хорошем состоянии... В этом городе имеются... семь начальных школ, три медресе..

### Значение
Эндиреевские учебные заведения были известны не только на Северном Кавказе, но и далеко за его пределами. В них учились многие учёные из Волго-Уральского региона на рубеже XVIII и XIX веков.
Историк Т.Х.Кумыков пишет:

Если горский мулла или эфенди заканчивал курс обучения в Эндерийском медресе, то это было вполне достаточной аттестацией о высоком уровне его подготовки в области арабистики и знания основ ислама 
Благодаря учебным заведениям Эндирей стал крупным религиозным, культурным и научным центром. Эвлия Челеби пишет:

 Это город древний, средоточие мудрых, источник совершенств, обитель поэтов и умиротворенных ... его ученые обладают мудростью арабов и великими знаниями. Искусные врачи и спускающие /дурную кровь хирурги/ здесь несравненны. 